# Pianeta interno
Nel sistema solare si dice pianeta interno o inferiore un pianeta la cui distanza dal Sole è minore di quella della Terra (pari a circa 149,6 milioni di km, ovvero una unità astronomica).
Sono pertanto considerati pianeti interni Mercurio e Venere.
Un pianeta interno, a differenza di un pianeta esterno, ha la possibilità di venirsi a trovare esattamente fra la Terra e il Sole; in questo caso si dice che esso è in congiunzione inferiore. Al contrario, se il pianeta si trova allineato con la Terra e il Sole ma al di là di quest'ultimo si parla di congiunzione superiore (per i pianeti esterni, che non possono mai trovarsi fra la Terra e il Sole, si parla in questo caso semplicemente di congiunzione). Un pianeta interno in congiunzione inferiore o superiore risulta invisibile, poiché la sua posizione nel cielo terrestre coincide con quella del Sole.
Un'altra peculiarità dei pianeti interni sono le fasi, analoghe a quelle lunari, e la possibilità di un transito innanzi al Sole.
Talvolta sono indicati come pianeti interni i pianeti che orbitano entro la fascia principale, in analogia alla definizione del sistema solare interno. In questa accezione, prevalente nella letteratura scientifica in inglese (tradotta come inner planet), l'espressione viene utilizzata come sinonimo di pianeta terrestre, includendo quindi la Terra stessa e Marte tra i pianeti interni.